# Logroño
Logroño je hlavní město autonomního společenství a zároveň provincie La Rioja na severu Španělska. Žije zde přibližně 151 tisíc obyvatel, což je přibližně polovina celého společenství; přes 10 % tvoří imigranti především z Jižní Ameriky a Rumunska.
Město ležící v širokém údolí řeky Ebro obklopují vinice. Prochází tudy nejznámější („francouzská“) větev Svatojakubské cesty a také dálnice a železnice spojující Katalánsko a Aragón s Baskickem a atlantským pobřežím.

## Partnerská města
- Brescia, Itálie
- Darmstadt, Německo
- Libourne, Francie
- Vichy, Francie
- Wilhelmshaven, Německo